# Championnats du monde de marathon (canoë-kayak) 2025
Navigation
Metković 2024
Les championnats du monde de marathon en canoë-kayak 2025, trentième-deuxième édition des championnats du monde de marathon en canoë-kayak, ont lieu du 4 au 7 septembre 2025 à Győr en Hongrie.
Le paracanoe fait partie désormais du programme officiel.

## Résultats

### Hommes
| Épreuve   | Or | Or | Argent | Argent | Bronze | Bronze |
| --------- | -- | -- | ------ | ------ | ------ | ------ |
| C1        |    |    |        |        |        |        |
| C1 Sprint |    |    |        |        |        |        |
| C2        |    |    |        |        |        |        |
| K1        |    |    |        |        |        |        |
| K1 Sprint |    |    |        |        |        |        |
| K2        |    |    |        |        |        |        |

### Femmes
| Épreuve   | Or | Or | Argent | Argent | Bronze | Bronze |
| --------- | -- | -- | ------ | ------ | ------ | ------ |
| C1        |    |    |        |        |        |        |
| C1 Sprint |    |    |        |        |        |        |
| K1        |    |    |        |        |        |        |
| K1 Sprint |    |    |        |        |        |        |
| K2        |    |    |        |        |        |        |

### Paracanoë
| Épreuve       | Or     | Or     | Argent | Argent | Bronze | Bronze |
| Hommes        | Hommes | Hommes | Hommes | Hommes | Hommes | Hommes |
| ------------- | ------ | ------ | ------ | ------ | ------ | ------ |
| KL1 - 6,8 km  |        |        |        |        |        |        |
| KL2 - 10,2 km |        |        |        |        |        |        |
| KL3 - 10,2 km |        |        |        |        |        |        |
|               |        |        |        |        |        |        |
| VL1 - 6,8 km  |        |        |        |        |        |        |
| VL2- 10,2 km  |        |        |        |        |        |        |
| VL3- 10,2 km  |        |        |        |        |        |        |
| Femmes        |        |        |        |        |        |        |
| KL1 - 6,8 km  |        |        |        |        |        |        |
| KL2 - 10,2 km |        |        |        |        |        |        |
| KL3 - 10,2 km |        |        |        |        |        |        |
|               |        |        |        |        |        |        |
| VL1 - 6,8 km  |        |        |        |        |        |        |
| VL2- 10,2 km  |        |        |        |        |        |        |
| VL3- 10,2 km  |        |        |        |        |        |        |